# Annakapelle (St. Johann im Pongau)

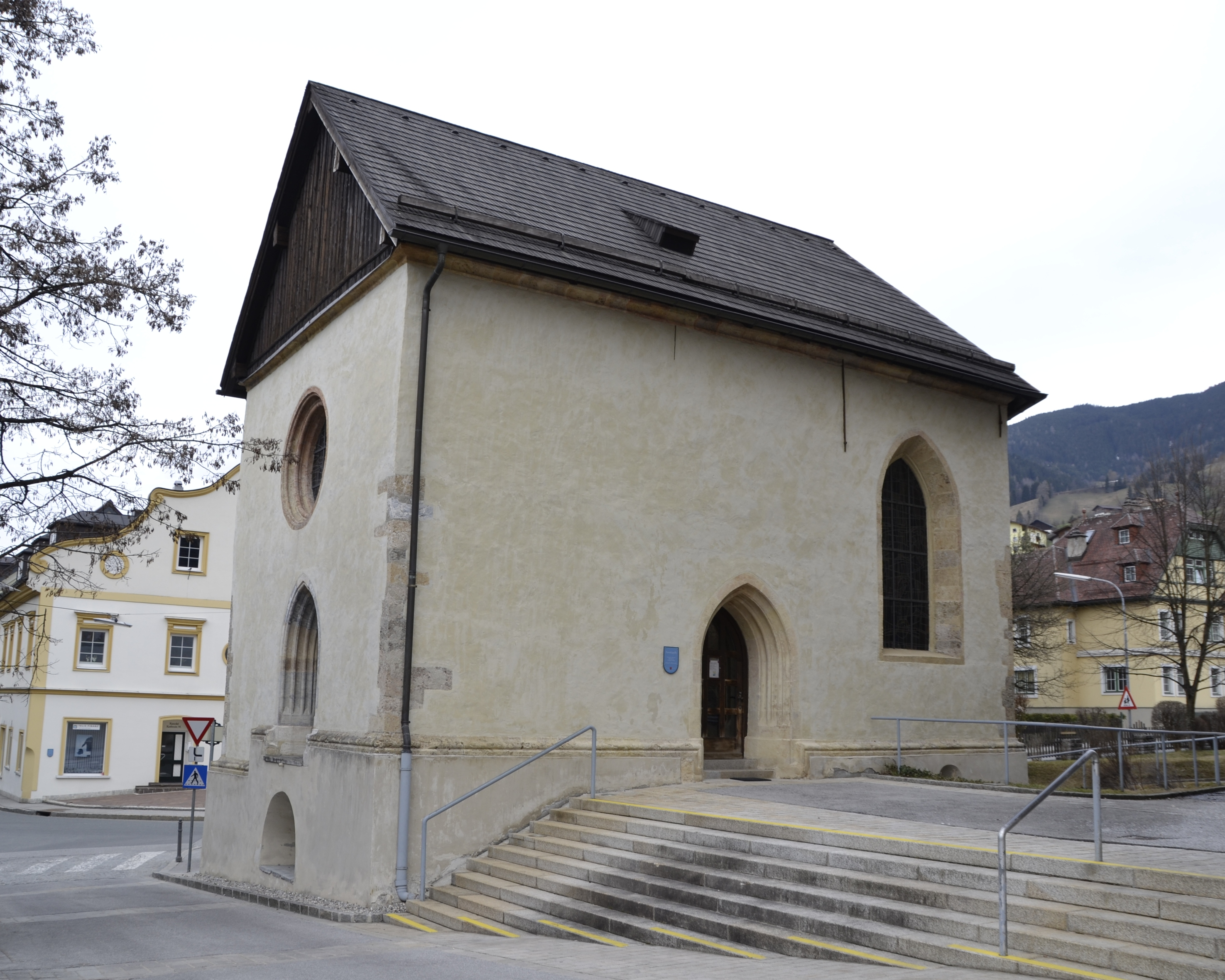
Annakapelle in St. Johann im Pongau

Die gotische Annakapelle nördlich neben der Pfarrkirche von St. Johann im Pongau war ursprünglich ein Karner, in welchem die beim Abtragen von Gräbern gefundenen Gebeine aufbewahrt wurden.

## Geschichte
Die Annakapelle ist eine zweigeschoßige Kirche. Der ursprüngliche Bau stammt aus dem 9. Jahrhundert; er wurde durch Flugerde langsam verdeckt und deshalb wurde ein zweites Stockwerk (der heute benutzte Kirchraum) etwa um 1340 aufgestockt. Laut dem Kirchweihverzeichnis des Bischofs Berthold vom Chiemsee wurde am letzten Juli 1520 … an der Kirche des Marktes St. Johann in Pongow die obere und untere Todtenkapelle („carnarium superioris et inferius“) mit zwei Altären geweiht. In einer Ortsbeschreibung von 1867 steht: der Atarstein enthält die Jahreszahl 1301. Sie hat einen schönen Altar von Wolf Flockhammer im Jahre 1623 gestiftet und zwei Glöcklein von 1627 und 1729.
Ab 1623 war die Kapelle Sitz der Fronleichnamsbruderschaft. Bis zum Marktbrand von 1855 befand sich in der Unterkirche ein Altar der Vierzehn Nothelfer. Altar, Glocken, Fresken und der kleine Dachreiter sind diesem Brand zum Opfer gefallen. Da auch die Pfarrkirche von St. Johann niedergebrannt war, wurde die Kapelle als Notkirche verwendet. In der Unterkirche wurde die Bauschmiede eingerichtet. 1877 war daran gedacht, die Kapelle abzureißen und das Abbruchmaterial zur Einfriedung der Pfarrkirche und des Friedhofes zu verwenden. Allerdings wurde 1882 die Kirche neu benediziert und auch der 14 Stationen umfassende Kreuzweg eingeweiht.

## Baulichkeit
Die Unterkirche der Annakapelle wird von einem frühgotischen Kreuzrippengewölbe getragen. In der oberen Kirche bildet ein Netzrippengewölbe aus dem 16. Jahrhundert die Deckenkonstruktion.

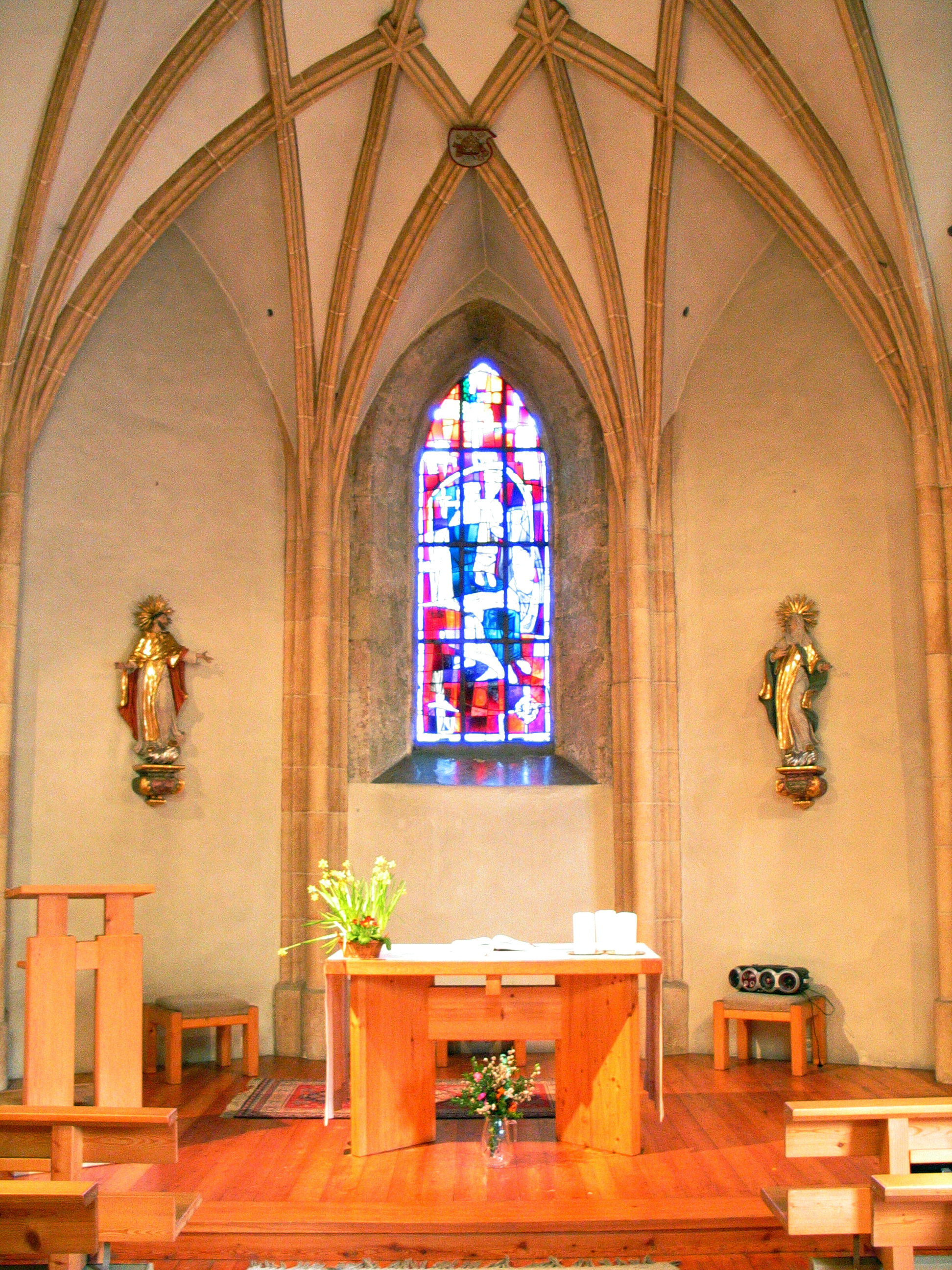
Innenraum der Annakapelle

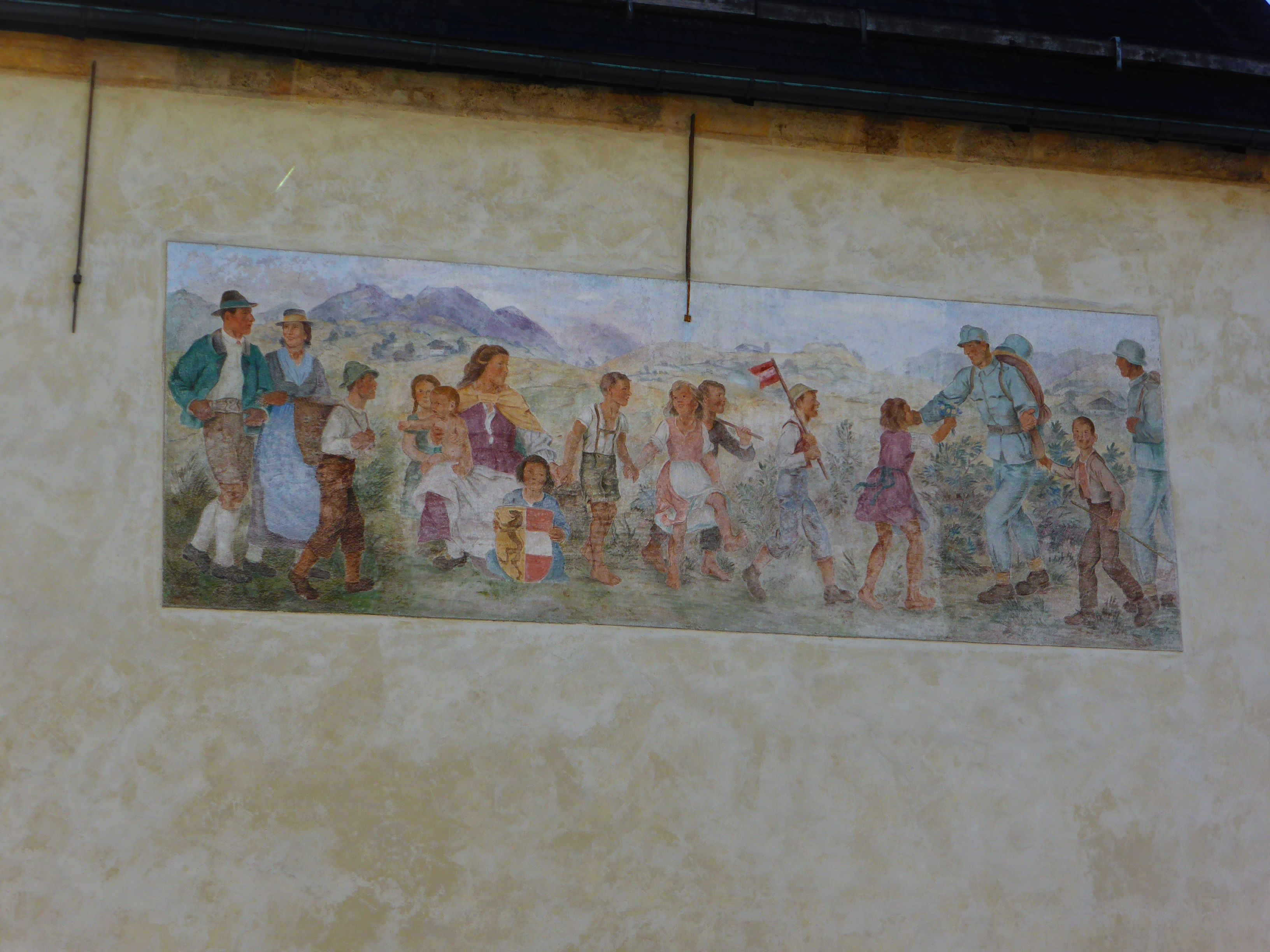
Fresko von Switbert Lobisser an der Außenwand der Annakapelle

Bis in die 1950er Jahre war an der Nordseite der Kapelle ein Gemüsekiosk angebaut, die Unterkirche diente als Abstellraum und Gemüsekeller. Ab 1962 wurde die Kapelle unter denkmalschützerischen Gesichtspunkten renoviert. Die eingebauten Glasfenster stammen von der Künstlerin Ludwine Wildner-Eltz; das westseitige Rundfenster stellt die Vertreibung des Zacharias aus dem Tempel von Jerusalem dar, das ostseitige zeigt das Motiv Anna Selbdritt, im südseitigen Fenster ist die Vermählung Mariens mit dem Heiligen Geist abgebildet. Der Altar wurde von dem Steinmetz Heinrich Mayer aus Salzburg geschaffen, der Stein stammt vom Rainberg, die Altarplatte ist aus Untersberger Marmor. Rechts und links des Altares sind Statuen des hl. Dominikus und der hl. Katharina von Siena. In der Kirche befindet sich ebenfalls eine Skulptur aus der Zeit um 1530, welche Kaiser Heinrich und seine Gattin Kunigunde darstellt.
Ab 1980 wurde die Annakapelle von der römisch-katholischen Pfarrgemeinde und der evangelischen Pfarrgemeinde unter Kostenteilung gemeinsam renoviert und sie wird seitdem von beiden Religionsgemeinschaften für Gottesdienste genutzt. Damals wurde das Dach mit einer Eternit-Doppeldeckung eingedeckt, der alte Eingang wieder geöffnet und der Fußboden erneuert. 1999–2000 wurden Unterkirche und Außenfassade erneuert. Dabei wurde die als Gemüsekeller genutzte Unterkirche entrümpelt und trockengelegt, das Kreuzrippengewölbe wurde erneuert und ein beheizbarer Fußboden eingebaut. An der Außenfassade wurde ein Fresko des Kärntner Malers Switbert Lobisser angebracht.